# Club de la Selva Negra

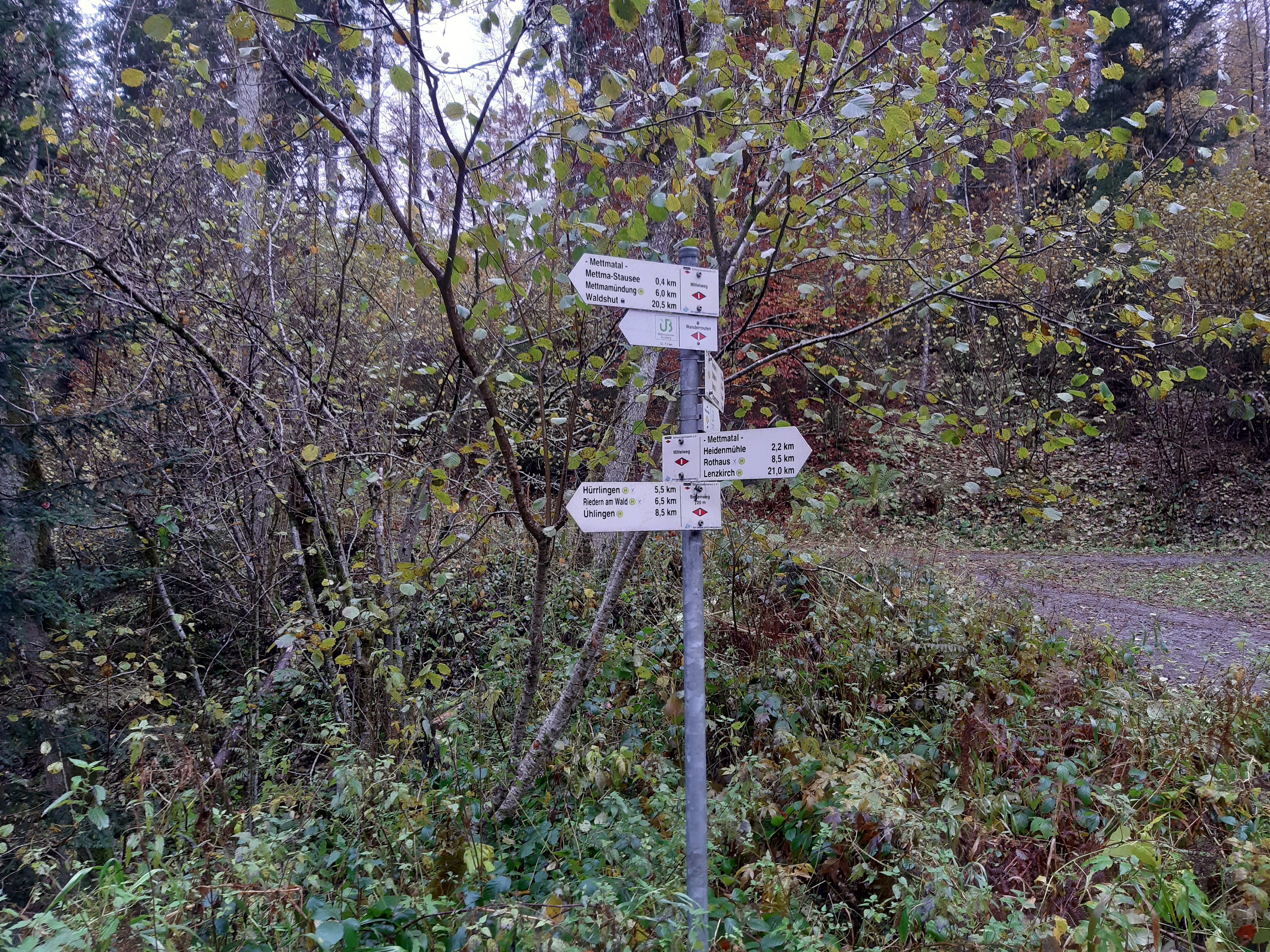
Cartel en el valle de Mettma, Selva Negra. Los diamantes son típicos del club de la Selva Negra.

El Club de la Selva Negra (en alemán: Schwarzwaldverein) es un club de senderismo en la región de la Selva Negra en el sur de Baden-Wurtemberg, Alemania. Fue fundado el 8 de junio de 1864 por siete hosteleros en Friburgo bajo el nombre de Club Badense de Industrialistas y Hosteleros (en alemán: Badischer Verein von Industriellen und Gastwirten) y renombrado en Club badense de la Selva Negra (Badischer Schwarzwaldverein) en 1867 y en 1884 el Club Wurtemberguense de la Selva Negra (Württembergischer Schwarzwaldverein) fue fundado en Stuttgart. El club fue disuelto en 1945 por las potencias ocupantes. Fue readmitido por el gobierno militar estadounidense de Stuttgart y fundado de nuevo en 1950.